# Sven Mikser
Sven Mikser (Tartu, 8 novembre 1973) è un politico estone, presidente del Partito Socialdemocratico e ministro della Difesa durante i governi Kallas e Rõivas I e II fino al 2015.

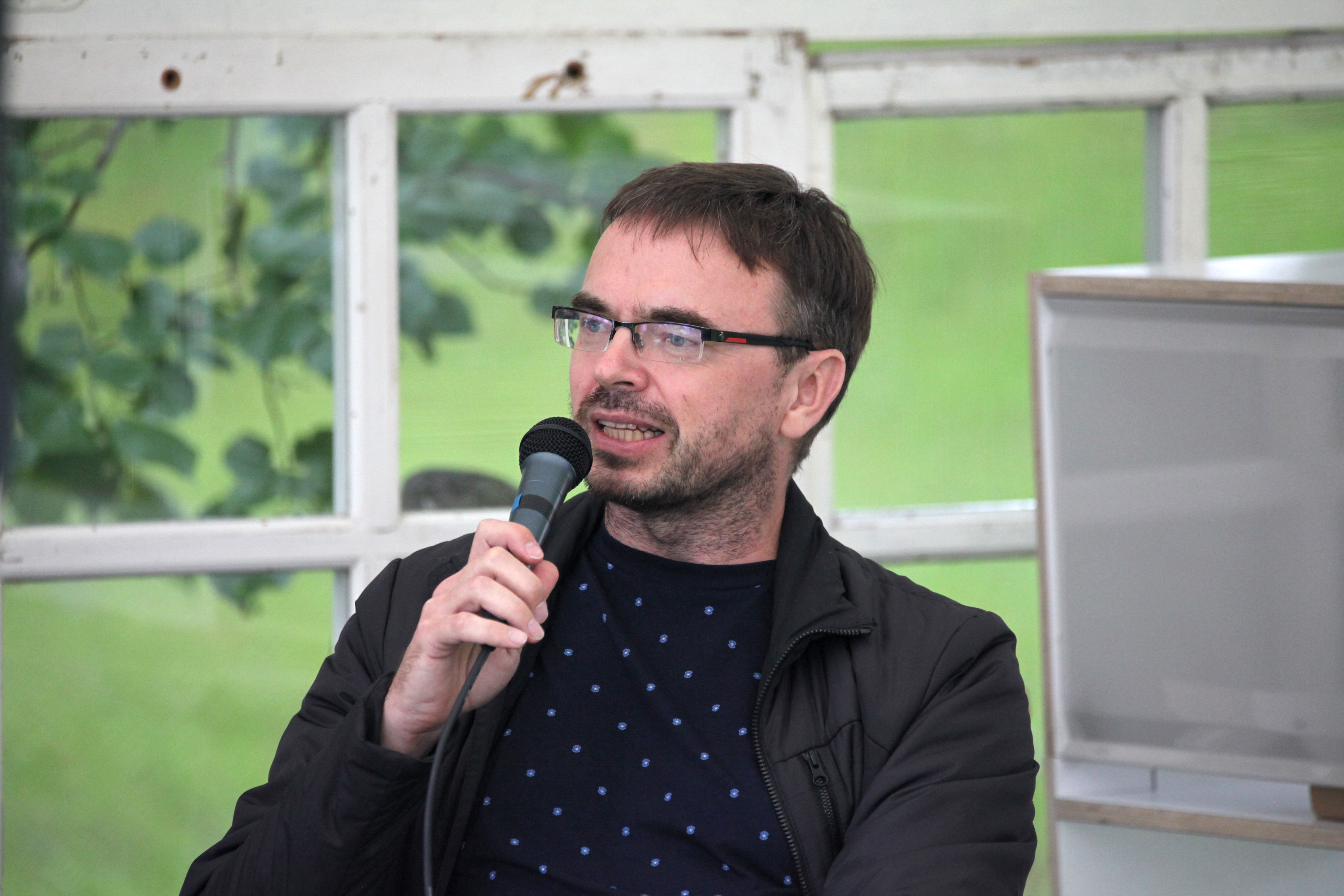
Sven Mikser (2021)

In seno al governo Ratas ha assunto l'incarico di Ministro degli Affari esteri dal 2016 al 2019.

## Biografia
Laureato all'Università di Tartu, dopo gli studi Mikser venne assunto nel dipartimento di filologia, dove rimase fino al 1999. Nel frattempo si dedicò all'attività politica e nel 1995 aderì al Partito di Centro Estone, del quale divenne segretario tre anni dopo.
Nel 1999 venne eletto deputato al Riigikogu e nel 2002 il primo ministro Siim Kallas gli affidò l'incarico di ministro della Difesa all'interno del suo governo di centro-destra. Un anno dopo, tuttavia, venne formato un nuovo governo in seguito ai risultati delle elezioni legislative e Mikser tornò a ricoprire solo la carica di deputato.
Nel 2004 lasciò il Partito di Centro per passare al Partito Socialdemocratico, una formazione di centro-sinistra. Venne rieletto deputato e nell'ottobre del 2010 fu scelto come successore di Jüri Pihl per la presidenza del partito, incarico che mantenne fino al 30 maggio 2015, quando gli succedette Jevgeni Ossinovski.
Nel 2014, in seguito alla formazione del governo Rõivas I, Mikser è tornato a rivestire il ruolo di ministro della Difesa, che ha ricoperto anche nel governo Rõivas II fino al 14 settembre 2015.
Dal 2016, con la formazione del governo Ratas, Mikser ha assunto l'incarico di ministro degli Affari Esteri, mantiene l'incarico fino al 20 aprile 2019.